# Lachnellula abietis
Lachnellula abietis (P. Karst.) Dennis – gatunek grzybów z klasy patyczniaków (Helotiales).

## Systematyka i nazewnictwo
Pozycja w klasyfikacji według Index Fungorum: Lachnellula, Lachnaceae, Helotiales, Leotiomycetidae, Leotiomycetes, Pezizomycotina, Ascomycota, Fungi.
Po raz pierwszy takson ten opisał w 1871 r. Petter Adolf Karsten nadając mu nazwę Helotium abietis. Obecną nazwę nadał mu w 1962 r. Richard William George Dennis.
Ma 7 synonimów. Niektóre z nich:
- Dasyscyphus abietis (P. Karst.) Sacc. 1889
- Perrotia abietis (P. Karst.) Raitv. 1970
- Trichoscyphella abietis (P. Karst.) Nannf. 1953[2].

## Morfologia
Teleomorfa
Na podłożu tworzy rozproszone lub zgrupowane apotecja o średnicy 0,5–2 mm, początkowo kuliste, zamknięte, potem otwierające się okrągłym otworem. Powierzchnia zewnętrzna biała, pokryta włoskami. Włoski cylindryczne, z przegrodami, delikatnie szorstkie, szkliste. Tarczka owocnika o barwie od żółtej do pomarańczowej.
Cechy mikroskopowe
Worki cylindryczne, z zaokrąglonymi wierzchołkami, 60–87,5 × 5–8,5 μm, przeważnie 60–80 × 5–7,5 μm, 8- zarodnikowe．Askospory ukośnie jednorzędowe, eliptyczne do wąsko nerkowatych, czasami z dwoma oleistymi gutulami, jednokomórkowe, rzadko dwukomórkowe, szkliste, 7–16 × 1,5–5 μm, przeważnie 8–14 × 2–5 μm. Parafizy nitkowate, z przegrodami i licznymi gutulami, 70–100 × 2–2,5 μm.
Anamorfa
Zbudowana z woskowatej, mięsistej podkładki z nieregularnymi, labiryntowatymi komorami, w których powstają konidia na szczytach smukłych, ostro zakończonych, prostych lub pionowo rozgałęzionych konidioforów. Konidia jednokomórkowe, o kształcie od kulistego do eliptycznego, średnicy 2–4 μm, szkliste. Kiełkują na agarze z ekstraktem słodowym.
Gatunki podobne
Makroskopowo wszystkie gatunki Lachellula są podobne i wiele z nich występuje na drzewach iglastych. Pewnej identyfikacji gatunku można dokonać tylko mikroskopowo．Lachnellula abietis jest łatwa do odróżnienia od Lachnellula calyciformis po wielkości i kształcie askospor.

## Występowanie i siedlisko
Podano występowanie Lachnellula abietis tylko w Europie. W Polsce M.A Chmiel w 2006 r. przytoczyła 3 stanowiska, w następnych latach podano dalsze.
Nadrzewny grzyb saprotroficzny występujący na martwych gałęziach jodły.